# 하이원 아이스하키단
정선 하이원 IHC(Jeongseon High1 Ice Hockey Club)는 대한민국 강원특별자치도 정선군에 있었던 아이스하키 선수단이다. 강원랜드가 운영했던 남자 세미프로 아이스하키단이며, 2004년에 창단되고 2023년에 해단되었다. 2005-06년 시즌부터 아시아리그 아이스하키에 참가했으며, 춘천시를 연고로 춘천 의암실내빙상장을 홈 경기장으로 사용했다. 홈 경기장인 춘천 의암실내빙상장에서 전 홈경기를 다 할 수 없어서 일부 홈경기는 경기도 고양시에 있는 경기도 고양 어울림누리 얼음마루에서 홈경기를 진행했다.

## 성적

### 정규 시즌
아시아리그 아이스하키
- 2005-06 - 7위
- 2006-07 - 4위 (플레이오프 탈락)
- 2007-08 - 2위 (준플레이오프 탈락)
- 2008-09 - 5위 (준플레이오프 탈락)
- 2009-10 - 4위 (플레이오프 탈락)
- 2010-11 - 5위 (플레이오프 진출실패)
- 2011-12 - 5위 (플레이오프 진출실패)
- 2012-13 - 6위 (플레이오프 진출실패)
- 2013-14 - 4위 (플레이오프 탈락)
- 2014-15 - 5위 (플레이오프 탈락)
- 2015-16 - 7위 (플레이오프 진출 실패)

## 참고 문헌
- “스포츠지원포털 등록 현황”. 대한체육회.